# Conte di Cork
Quello di conte di Cork è un titolo nobiliare inglese nella Paria d'Irlanda.

## Storia

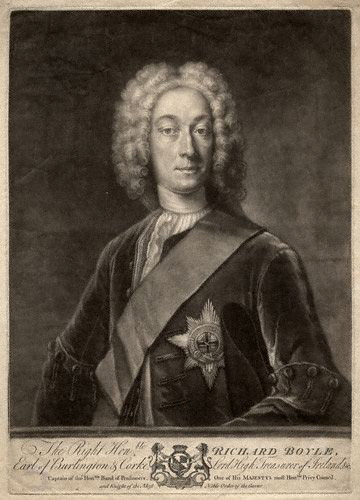
Richard Boyle, III conte di Burlington
e IV conte di Cork

Il titolo venne creato nel 1620 per il politico anglo-irlandese Richard Boyle, I barone Boyle, il quale era già stato creato Lord Boyle, Barone di Youghal, nella contea di Cork nel 1616 e Visconte di Dungarvan, nella contea di Waterford, al momento della concessione della contea. Questi titoli vennero tutti creati nella parìa d'Irlanda. Richard Boyle, noto come "Il Gran Conte", nacque a Canterbury in Inghilterra, ma si insediò in Irlanda già dal 1588, dove sposò una ricca ereditiera irlandese e acquisì vasti possedimenti nella contea di Cork. Dal 1631 al 1643 prestò servizio come Lord Tesoriere d'Irlanda. Suo figlio terzogenito Sir Roger Boyle venne creato Conte di Orrery nel 1660. Il primo conte di Cork divenne particolarmente noto in quanto quattro dei suoi figli ottennero titoli nobiliari; l'altro suo figlio, Robert Boyle, fu un noto fisico e scoprì la cosiddetta legge di Boyle.
Lord Cork venne succeduto dal figlio secondogenito, Richard Boyle, II conte, in quanto il primogenito morì in tenera età. Questo Richard Boyle era già succeduto al fratello minore come secondo Visconte Boyle di Kinalmeaky secondo una speciale lettera patente. Sposò Elizabeth Clifford, II baronessa Clifford, e nel 1644 venne nominato Barone Clifford di Lanesborough nella contea di York, nella Paria d'Inghilterra. Lord Cork prestò servizio quindi come Lord Gran Tesoriere d'Irlanda e come Lord Luogotenente del West Riding dello Yorkshire. Nel 1664 venne onorato ulteriormente con il titolo di Conte di Burlington nella parìa d'Inghilterra. Il suo unico figlio ed erede legittimo, Charles Boyle, visconte Dungarvan, venne elevato alla Camera dei Lord irlandese con un writ of acceleration basato sul titolo minore di suo padre nel 1663. Successivamente rappresentò Tamworth e lo Yorkshire alla camera dei comuni inglese. Nel 1689 venne elevato alla Camera dei Lord inglese con un writ of acceleration nel titolo minore di suo padre di barone Clifford di Lanesborough.
Lord Cork venne succeduto da suo nipote, il III conte, figlio del visconte Dungarvan. Quest'ultimo fu Lord Tesoriere d'Irlanda e Lord Luogotenente del West Riding dello Yorkshire. Alla sua morte i titoli passarono al suo unico figlio, il IV conte di Cork e III conte di Burlington. Egli, noto con il nome di Lord Burlington, fu un famoso architetto che pubblicò i disegni di Andrea Palladio su architetture romane e progettò Chiswick House con William Kent. Non ebbe figli e alla sua morte, nel 1753, la baronia di Clifford di Lanesborough e la contea di Burlington si estinsero. Venne succeduto nei possedimenti dei conti di Burlington e nella baronia di Clifford dalla figlia primogenita (unica sopravvissutagli) Charlotte Elizabeth Boyle, VI baronetta Clifford. Ella sposò William Cavendish, IV duca di Devonshire. Il loro figlio terzogenito Lord George Augustus Henry Cavendish venne nominato Conte di Burlington nel 1831.
Lord Burlington venne succeduto nella contea di Cork e negli altri titoli da un suo cugino di terzo grado, John Boyle, V conte di Orrery, che divenne V conte di Cork e fu noto scrittore e amico di Jonathan Swift, Alexander Pope e Samuel Johnson. Venne succeduto dal figlio secondogenito, il primo tra i suoi sopravvissuti, il quale fu politico rappresentante per la costituente di Charleville nella camera dei comuni irlandese e di Warwick in quella inglese. Morì senza eredi all'età di trentatré anni e venne succeduto dal fratellastro, Edmund Boyle, VII conte di Cork, il quale fu particolarmente noto per la sua seconda moglie, Mary Boyle, contessa di Cork e Orrery, la famosa Lady Cork il cui salotto fu il centro della via intellettuale per oltre cinquant'anni. Alla sua morte, nel 1798, i titoli passarono al suo secondo figlio (unico tra quelli sopravvissutigli), il quale fu generale d'esercito e combatté nelle guerre rivoluzionarie e napoleoniche.

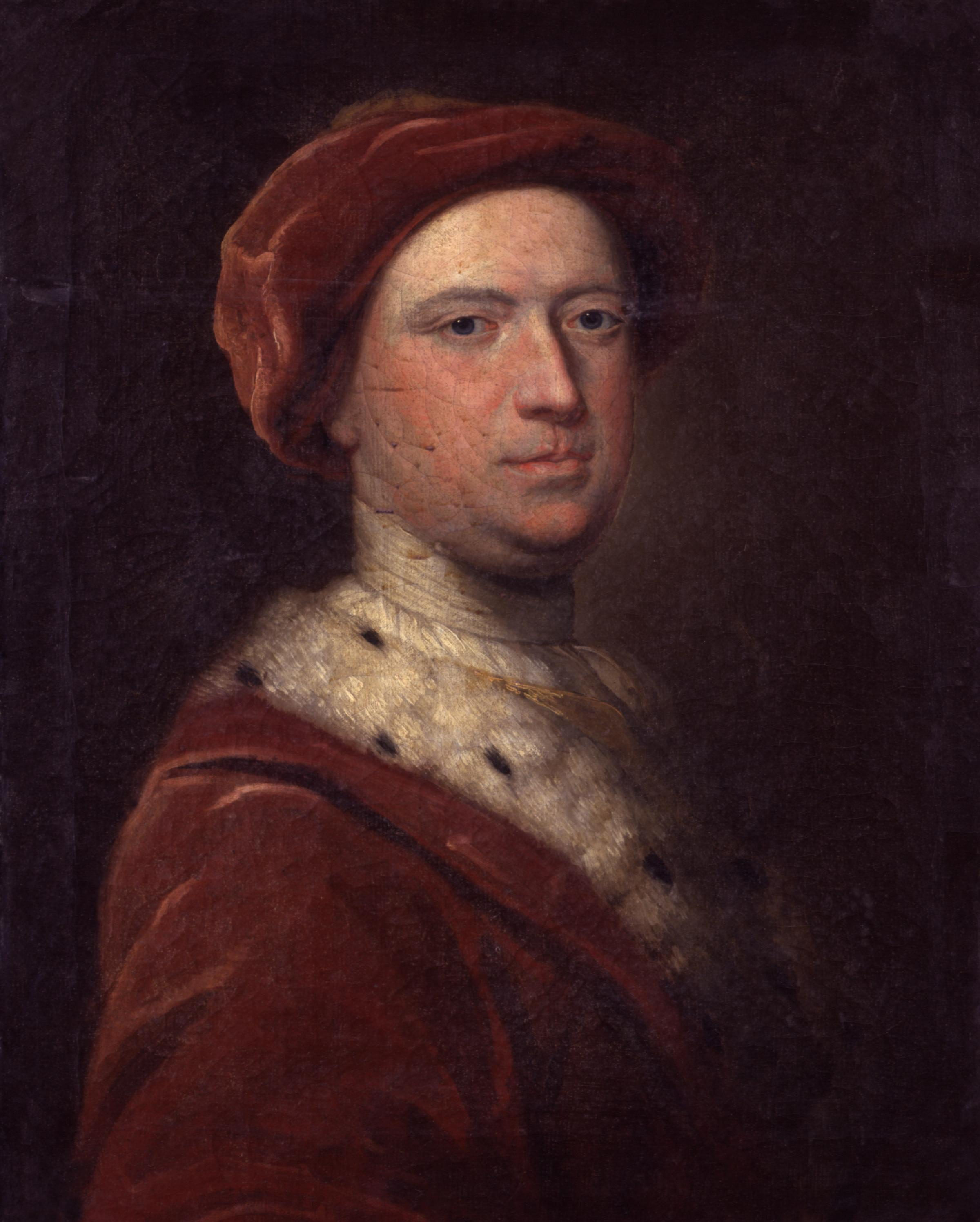
John Boyle, V conte di Cork.

A quest'ultimo successe suo nipote, il IX conte. Egli era figlio del capitano Charles Boyle, visconte Dungarvan. Lord Cork fu un politico liberale e servì come Master of the Buckhounds e Maestro di stalla sotto i governi di Lord Russell, William Ewart Gladstone e Lord Rosebery. Il figlio primogenito, il X conte, combatté nella seconda guerra boera ma morì senza eredi nel 1925, venendo succeduto pertanto dal fratello minore, l'XI conte, il quale morì anch'egli senza eredi e venne succeduto da un suo cugino di secondo grado. Quest'ultimo era nipote di John Boyle, figlio terzogenito dell'VIII conte. Lord Cork fu ammiraglio ed ebbe il comando della spedizione navale che catturò Narvik nel 1940. Morì senza eredi e venne succeduto dal nipote, il XIII conte, il quale era il figlio primogenito del maggiore Reginald Courtenay Boyle e fu Deputy Speaker della camera dei Lord e Deputy Chairman of Committees nella medesima camera dal 1973 al 1978. Morì senza figli e venne succeduto da suo fratello minore, il XIV conte. Attualmente i titoli appartengono al figlio di quest'ultimo, il XV conte, succeduto nel 2003.

## Conti di Cork (1394?)
Edoardo, Conte di Rutland, figlio primogenito di Edmondo Plantageneto, I duca di York, figlio quintogenito di Edoardo III d'Inghilterra, favorito del cugino Riccardo II d'Inghilterra, era stato creato Conte di Cork nella Parìa d'Irlanda durante il regno personale del nipote. Sebbene la registrazione ufficiale non sia mai stata trovata egli compì con questo nome delle campagne in Irlanda dal 1394 al 1395.
Egli è chiamato dagli storici con altri titoli: conte di Rutland, duca di Aumale, o duca di York. Venne creato infatti Duca di Aumale nel 1397 e poi privato del suo ducato il 6 ottobre 1399 come conseguenza della deposizione di Riccardo II, mentre succedette al padre come Duca di York nel 1402. La contea e tutti gli onori creati per lui si estinsero alla sua morte senza eredi durante la battaglia di Azincourt del 1415.

## Conti di Cork (1620)
- Richard Boyle, I conte di Cork (1566–1643)
  - Roger Boyle (1606–1615)
- Richard Boyle, I conte di Burlington e II conte di Cork (1612–1698)
  - Charles Boyle, III visconte Dungarvan (1639–1694)
- Charles Boyle, II conte di Burlington e III conte di Cork (n. prima del 1674–1703)
- Richard Boyle, III conte di Burlington e IV conte di Cork (1694–1753)
- John Boyle, V conte di Cork e V conte di Orrery (1707–1762)
  - Charles Boyle, visconte Dungarvan (1729–1759)
- Hamilton Boyle, VI conte di Cork e VI conte di Orrery (1729–1764)
- Edmund Boyle, VII conte di Cork e VII conte di Orrery (1742–1798)
  - John Richard Boyle, visconte Dungarvan (1765–1768)
- Edmund Boyle, VIII conte di Cork e VIII conte di Orrery (1767–1856)
  - Edmund William Boyle, visconte Dungarvan (1798–1826)
  - Charles Boyle, visconte Dungarvan (1800–1834)
- Richard Edmund St Lawrence Boyle, IX conte di Cork e IX conte di Orrery (1829–1904)
- Charles Spencer Canning Boyle, X conte di Cork e X conte di Orrery (1861–1925)
- Robert John Lascelles Boyle, XI conte di Cork e XI conte di Orrery (1864–1934)
- William Henry Dudley Boyle, XII conte di Cork e XII conte di Orrery (1873–1967)
- Patrick Reginald Boyle, XIII conte di Cork e XIII conte di Orrery (1910–1995)
- John William Boyle, XIV conte di Cork e XIV conte di Orrery (1916–2003)
- John Richard Boyle, XV conte di Cork e XV conte di Orrery (n. 1945)

L'erede legittimo è il figlio dell'attuale detentore del titolo, (Rory) Jonathan Courtenay Boyle, visconte Dungarvan (n. 1978)